# 尤留贊
54°52′N 58°26′E / 54.867°N 58.433°E
尤留贊（俄语：Юрюза́нь）是俄羅斯車里雅賓斯克州西部的一個城市，位於尤留贊河畔，車里雅賓斯克以西254公里。2002年人口14,158人。
1756年為鐵工廠而建立。1943年6月18日設市並改現名。